# 炒め物

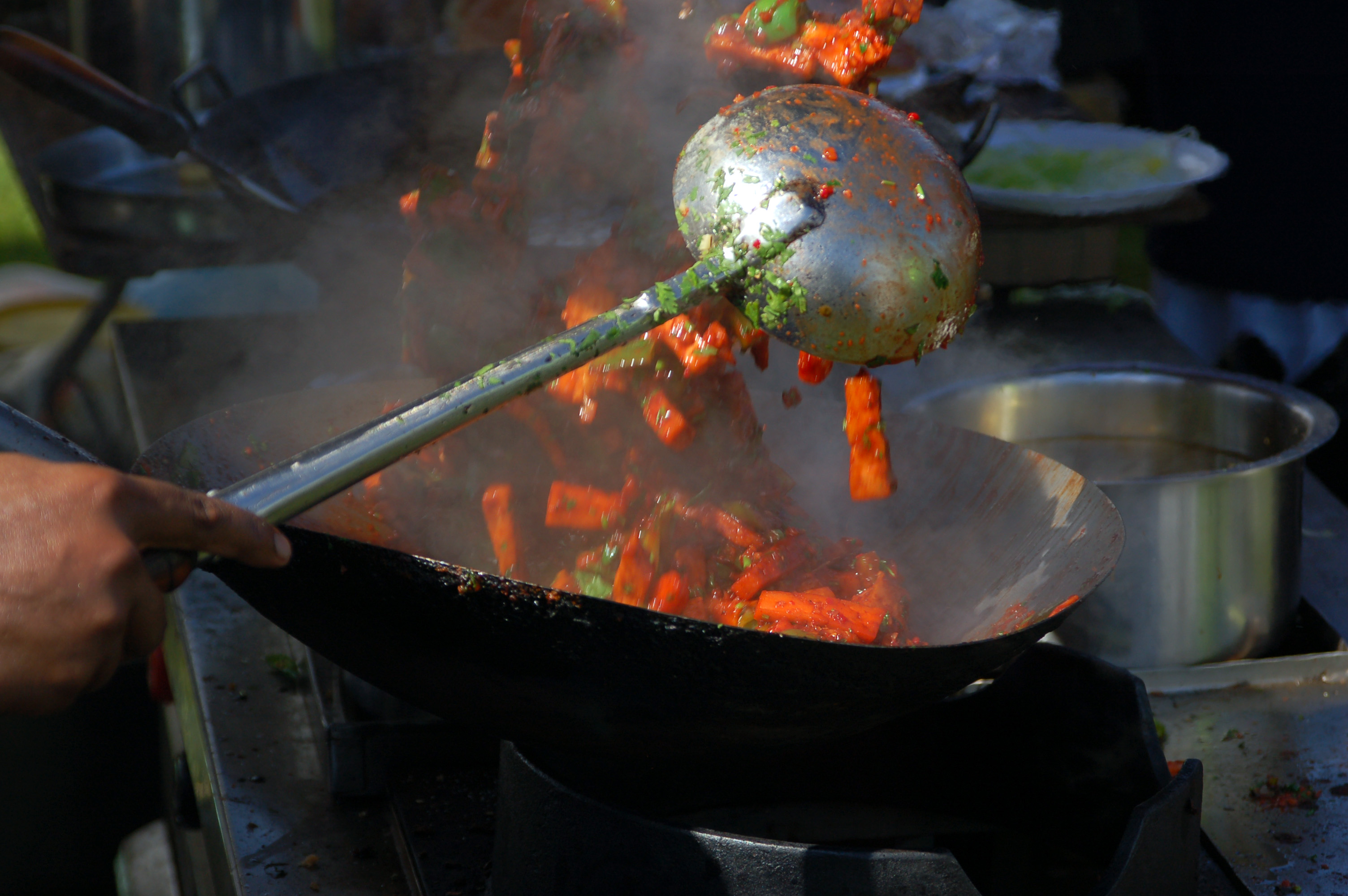
中華鍋を用いて炒める様子

炒め物（いためもの）また炒め料理（いためりょうり）とは、少量の油を使って野菜や肉などの食材をかき混ぜながら加熱し、調味した料理である。

## 調理法
炒め物に使う鍋にはフライパンや中華鍋を使うのが一般的である。炒める材料は薄いもの、火の通りが良いものが適している。煮物の下ごしらえとして行う場合は、煮物用の鍋を使って炒めた後に汁を加え煮る工程に入ることも多い。フランス語で言うソテー(動詞不定形sauter, 過去分詞形sauté)とは、ほぼこの炒める調理法に準ずる。ただし鮭のムニエルのように、鍋の中のものをかきまぜないで調理する場合には、鮭を「炒める」ではなく鮭を「焼く」と表現する方が適当である。
油炒めは、油の量と温度でテクスチャー（表面の視覚的な色や明るさ)が変化する。同じ種類の油炒めでも、中華料理店の油炒めのように多量の油を使った揚げ焼きのような油炒めと、日本の家庭料理用レシピの油炒めでは仕上がりが大きく異なる。また、中華料理の油炒めは高温で短時間に調理するが、イタリア料理のソフリットは、油に素材の風味を移すために低温でじっくり炒める。日本においても従来は、強い火力で短時間で調理する場合は「炒める」、弱火でゆっくりと調理する場合は「炒る（いる）」と表現を使い分ける傾向があった。
八宝菜のように、食材を炒めた後にスープ等の汁を入れて煮る料理もあり、これを炒め煮と呼ぶ。
炒めた食材にだし等を加え、それが蒸発してなくなるまで加熱する技法は煎り付け（炒り付け）と呼ばれる。
またフランス料理のスエ（原義：汗をかく）や、沖縄料理のンブシー（「蒸し」の意。ンブサーとも）のように主に野菜類を少量の油で炒めた後、蓋をして材料から出る水分で蒸し煮にする技法がある。
普通の油炒めは十分に空焼きした鍋に油を入れ、その後、食材を入れて行う。テフロン加工等されているもので炒める場合、鍋そのものの表面の劣化を防ぐために空焼きを避けるのと、また油を特に注がなくとも食品に含まれる油があれば鍋の表面に食材がこびりつかないので、あえて油を使わずに済ませてしまうこともある。他にも、ニンニクやネギ等の香りを出すために炒める場合は、空焼きをしていない鍋で弱火でゆっくり加熱し、焦がさないように行うことが通例である。
栄養摂取の観点から見ると、油を使って短時間の加熱で済ませるため、ビタミンAのような脂溶性の栄養素を摂取しやすく、かつビタミンCのような熱に弱い栄養素もあまり失うことなく摂取することができるメリットがある。しかし前述の通り、油を使わないで炒めたり、また炒め煮にする場合には必ずしもこの限りではない。

## 炒め料理の例
※料理本に書かれている炒め料理は、レシピによって「○○の△△炒め（○○は具材、△△は油などの調味料やソース類）」と書かれることが多い。
- チャーハン、ナシゴレンなど - ご飯を主とし炒めた料理
- 焼きそば、炒麺 - 中華麺、野菜などを炒めた料理
- 野菜炒め、レバニラ炒め
- スクランブルエッグ
- チャンプルー - 沖縄料理奄美料理には、ゴーヤーチャンプルーなどの炒め物が多くある。
- けんちん汁、たぬき汁、シチュー、カレー - 調理の段階で材料を炒める。
- 金平 - 和食の数少ない炒め物の一種。